# Samuel Fabricius
Samuel Fabricius, född  28 oktober 1672 i Jäders socken, död juli 1727 i Strängnäs, var teologie lektor och prost i Överselö församling.

## Biografi
Samuel Laurentii Fabricius föddes i Jäder men tillbringade hela sitt liv i Strängnäs förutom åren 1697-1710 då han var inskriven vid Uppsala universitet där han blev filosofie magister 1707. Enligt Hagström fick han sin grundläggande utbildning av fadern och därefter 1685-1697 vid Strängnäs gymnasium där han sedan hade olika lektorsbefattningar från 1711 till sin död i juli 1727 då han även var prost i Överselö. Åren 1716 och 1723 var han rektor.
Redan under gymnasietiden var Fabricius aktiv som författare av begravningsskrifter, bland dem en sorgesång till teologie lektor Johannes Lechander, begravd 19 september 1695 för sopran- och basstämma med texten "Mänskor alle betänker Er vandring". I Uppsala tog han redan vid ankomsten plats i musikensemblen som sångare i altstämman och fick 1700-1710 musikstipendium under director musices Christian Zellinger.